# Памфила Эпидаврская
Памфи́ла Эпида́врская (греч. Παμφίλη της Επιδαύρου, лат. Pamphila) — древнегреческая писательница I века н. э., происходившая из Эпидавра (по сообщению патриарха Фотия, египетского происхождения), жившая в Риме и занимавшаяся историей литературы. Прозванная «мудрой», современница императора Нерона (54—68 гг.) и супруга (либо дочь) грамматика Сотерида. Её труд «Разнообразные исторические записки» в 33 книгах до нашего времени не дошёл. Сохранились лишь небольшие фрагменты у Диогена Лаэртского и Авла Геллия. Свидетельство Памфилы у римского писателя II века Авла Геллия является одним из главных источников сведений об «Истории» Геродота. Именно она, по утверждению Павсания, сообщила потомкам дату рождения Геродота. Предложенная писательницей дата рождения Геродота является традиционной. Вероятно, Памфила заимствовала свои сведения из не дошедшей до нас «Хроники» Аполлодора, писателя II века до н. э.
Геллий приводит следующее свидетельство Памфилы о времени жизни знаменитых историков Гелланика, Геродота и Фукидида: 

Гелланик, Геродот и Фукидид, авторы исторических сочинений, достигли большой славы примерно в одно и то же время, да и по возрасту не слишком сильно различались между собой. Ведь, кажется, в начале Пелопоннесской войны Гелланику было от роду шестьдесят пять лет, Геродоту — пятьдесят три, Фукидиду — сорок. Это написано в одиннадцатой книге Памфилы.